# Позначення військової авіації та ракетного озброєння США
Міністерство оборони США має систему позначень військової авіаційної техніки, що стосується пілотованої авіації, БПЛА та ракетного озброєння Армії, ВПС та ВМС тощо. Обладнанню надаються буквені та числові індекси відповідно до типу, призначення, стадії розробки та інших показників.
Наприклад, винищувачі зазвичай позначаються абревіатурою F: F-16, F-35, а ракети класу «повітря — земля» абревіатурою AGM: AGM-88, AGM-114. Окрім авіаційного обладнання, дана система індексів поширюється також на піхотну та корабельну ракетну зброю, як FGM-192 Javelin та RIM-66 Standard. Деякі індекси, зокрема X для експериментальних літальних апаратів, використовують в NASA.
Чинну систему було визначено рядом документів, починаючи з 1962 року. Офіційним найменуванням системи відповідно до регулювального документу є Designating and Naming Military Aerospace Vehicles  («Позначення та найменування військової авіаційної та космічної техніки»). Скорочено позначення називають MDS (від англ. Mission-Design-Series — «призначення, конструкція, серія»[⇨]).

## Історія
Першу систему позначень було створено 1911 року для літальних апаратів ВМС США, важчих за повітря. Але вже 1914 систему було переглянуто: замість індексів компаній-виробників було введено індекси, що позначали тип та призначення техніки, а саму техніку було перейменовано. Для ВПС США система з'явилась 1919 року.
1922 було створено нову систему для літаків ВМС, що мала таку структуру: (призначення)(номер)(виробник)-(підвид)(модифікація). За цією системою відомий, наприклад, F4U Corsair, де F — fighter (винищувач), U — індекс компанії Vought. Тоді ж з’явилось і відоме позначення X для дослідних літаків. Пізніше, в 1924 було запроваджено нову систему і для ВПС, за якою відомий, наприклад, P-51 Mustang. У 1947 році систему було оновлено, деякі позначення перейменували або прибрали. Зокрема, було змінено позначення для винищувачів з P на F: відтак P-80 Shooting Star став F-80. В 1956 в Армії США з'явилась своя окрема система, що використовувалась до 1962.
Таким чином, один літак міг мати абсолютно різні індекси, як F4H Phantom та F-110 Spectre, що призводило до плутанки. Зокрема, міністр оборони Роберт Мак-Намара плутав вказані найменування літака, що (в тому числі) зрештою призвело до створення нової системи.
6 липня 1962 року Міністерством оборони було ухвалено директиву 4505.6 “Designating, Redesignating, and Naming Military Aircraft” («Позначення, перепозначення та найменування військової авіації») з новою системою індексів, яка була заснована на системі ВПС зразка 1924/1947 року. Ця система, також відома як Tri-Service aircraft designation system («система позначень авіації трьох родів військ»), створила універсальні найменування для літальних апаратів Армії, ВМС, ВПС, морської піхоти та берегової охорони. 1963 року було прийнято подібну систему для ракет, що містилась у директиві 4000.20 “Designating, Redesignating, and Naming Military Rockets and Guided Missiles” («Позначення, перепозначення та найменування військових ракет та керованих ракет»), також відому як Tri-Service rocket and guided missile designation system («система позначень ракет та керованих ракет трьох родів військ»).
Після прийняття системи всю актуальну морську авіацію було перейменовано відповідно до вимог нової системи: так, F4H Phantom II став F-4 Phantom II, AD Skyraider став A-1 Skyraider. Характерний для морської авіації індекс виробника було відкинуто, а суфікси підтипу та модифікацій перейшли в індекси серії та, рідше, модифікованого призначення: AD-4NA → A-1D, AD-5N → A-1G, AD-5W → EA-1E. На відміну від морської авіації, авіація Повітряних сил не зазнала суттєвих змін, оскільки значна кількість літальних апаратів і так відповідали їй. В основному, зміни позначень стосувались таких категорій: 1) попередня система дозволяла індекси для гелікоптерів без призначення, нова — ні, тому, наприклад, H-19 став UH-19; 2) було змінено або додано індекси серії для деяких літальних апаратів.
Зрештою, 1971 року було видано директиву 4120.15 “Designating and Naming Military Aircraft, Rockets, and Guided Missiles” («Позначення та найменування військової авіації, ракет та керованих ракет»), пізніше перейменована на “Designating and Naming Military Aerospace Vehicles”, що ввібрала в себе системи позначень зразка 1962 та 1963 років для авіації та ракет відповідно, а також для БПЛА. Ця система є чинною, станом на лютий 2023 року останньою редакцією була така від 2020 року.

## Загальний опис
Найменування техніки складається з двох частин: класифікатор призначення (англ. Mission Design Series, MDS) та власна назва (англ. popular name)[уточнити переклад]. Перша містить набір буквених та числових індексів (в кількості від 3 до 7 включно з дефісом), що визначають тип, задачі та унікальний індекс, як F-16 або AGM-84. Друга визначає просту та промовисту офіційну назву, яка затверджується Міністерством оборони, як Fighting Falcon або Harpoon відповідно. Назва може походити від виробника, якщо він згоден надати її для офіційного вжитку.
Одна літера може знаходитись у різних категоріях. Наприклад, A — штурмовик (основне призначення, авіація), модернізований для штурмової ролі літак (модифіковане призначення, авіація) або повітряний запуск (середовище запуску, ракети); H — пошуково-рятувальний літальний апарат (модифіковане призначення, авіація), гелікоптер (тип техніки, авіація) або шахтове зберігання (середовище запуску, ракети). Для уникнення плутанки існує чіткий порядок індексів та зазначення їх обов'язковості.
Значна кількість військової техніки США не має індексів в даній системі або має інші позначення. Для цього є кілька причин: 1) інший індекс міг бути наданий до прийняття системи, а після цього або замінений на новий, або не замінений за непотрібністю (напр. F4H, F-110 → F-4 Phantom II; F4U Corsair без змін); 2) техніка може крім індексу Міноборони США може мати заводське позначення або позначення іншої країни, якщо ця техніка там на озброєнні (напр. NSM/RGM-184, Hawker Harrier/AV-8 Harrier); 3) техніка є одним із небагатьох винятків, що присутні в системі[див. «Винятки»].

### Правила застосування
- Для стандартних літальних апаратів (пілотований літак з жорстким крилом) класифікатор призначення має таку структуру (жирним шрифтом виділено обов'язкові параметри):

| статус | модифіковане призначення | основне призначення | - | номер моделі | серія |

- Для нестандартних літальних апаратів (гелікоптери, БПЛА, ЛВЗП тощо) класифікатор призначення має таку структуру:

| статус | модифіковане призначення | основне призначення | тип техніки | - | номер моделі | серія |

- Для ракет та інших (прискорювачі, супутники, зонди, деякі БПЛА тощо) класифікатор призначення має таку структуру:

| статус | середовище запуску | основне призначення | тип техніки | - | номер моделі | серія |

- З кожної категорії (статус, модифіковане призначення, основне призначення, тип техніки) може бути обрано лише один символ.
- Номери моделі йдуть підряд від 1 до 999 та завжди пишуться через дефіс після попередніх позначень.
- Серія позначається літерами від A до Z[c] (крім літер I та O) та позначає порядковий номер модифікації в межах однієї моделі[13].

### Категорії індексів
| Назва              | Переклад                 | Опис | Приклад                                                                |
| ------------------ | ------------------------ | --- | ---------------------------------------------------------------------- |
| Status Prefix      | префікс статусу          | Статус техніки, коли він нестандартний, наприклад, моделі у розробці або дослідні зразки. Коли присутній, то завжди знаходиться в крайньому лівому положенні.                                                    | X в X-48 означає, що це експериментальний літак (X-літак)              |
| Modified Mission   | модифіковане призначення | (Тільки для авіації) модифікація призначення, якщо така є. Завжди знаходиться ліворуч від основного призначення (якщо воно є).                                                                                   | A в AC-130 означає, що літак C-130 модифіковано для атакувальної ролі  |
| Launch Environment | середовище запуску       | (Тільки для ракет) середовище або метод запуску ракети. Завжди знаходиться ліворуч від основного призначення. | F в FIM-192 означає, що ракета переносна та запускається солдатом      |
| Basic Mission      | основне призначення      | Основне призначення техніки, в тому числі ракет (може пропускатись для нестандартних літальних апаратів на користь модифікованого призначення). Завжди знаходиться ліворуч від типу техніки (якщо є) або дефіса. | A в A-10 означає, що літак є атакувальним (штурмовик в даному випадку) |
| Vehicle Type       | тип техніки              | (Тільки для нелітаків) тип техніки, коли це не класичний пілотований літак | H в AH-64 означає, що техніка є гелікоптером                           |
| Design Number      | номер моделі             | Ідентифікаційний номер моделі, від 1 до 3 цифр. Завжди праворуч від дефіса. | 35 в F-35                                                              |
| Series             | серія                    | Серія або модифікація апарата. Завжди праворуч від номера моделі. | A в F-16A                                                              |

Не входять до складу MDS:
| Назва                          | Переклад                       | Опис | Приклад        |
| ------------------------------ | ------------------------------ | --- | -------------- |
| Configuration/Component Number | номер конфігурації/компонентів | (тільки ракети) номер конкретної конфігурації обладнання, що змінює тактичні можливості в межах однієї моделі; пишеться після номеру моделі/серії через дефіс |                |
| Block Number                   | номер блоку                    | (тільки літальні апарати) номер однаково сконфігурованих машин в межах однієї серії                                                                           | F-16C Block 25 |
| Serial Number                  | серійний номер                 | унікальний номер конкретної машини (бортовий номер) |                |

## Позначення авіації
Нижче наведено перелік індексів для пілотованих та безпілотних літальних апаратів та їх значення.

### Префікс статусу
e (англ. Digitally Developed, цифрова розробка)
Розробка ведеться в віртуальному середовищі
G (англ. Permanently Grounded, остаточно приземлений)
Літальний апарат остаточно залишається на землі, але може використовуватись для наземних тренувань.
J (англ. Special Test (Temporary), спеціальні випробування (тимчасово))
Літальний апарат залучено до тимчасових випробувань деякими організаціями або він випробовується зі спеціальним обладнанням.
N (англ. Special Test (Permanent), спеціальні випробування (постійно))
Літальний апарат залучено до випробувань, але конфігурація змінюється до того, що повернення до початкової конфігурації недоцільне або невигідне.
X (англ. Experimental, експериментальний)
Літальний апарат на стадії розробки або випробувань. Наприклад, XC-142.
Y (англ. Prototype, прототип)
Літальний апарат готовий до оцінки конструкції, ефективності та можливості виробництва. Наприклад, YF-23, YAL-1.
Z (англ. Planning, запланований)
Літальний апарат на стадії планування або попередньої розробки.

### Модифіковане призначення
Деякі індекси модифікованого призначення збігаються з такими для основного. Тому коли апарат має такий індекс, то це означає, що задачі конкретної моделі не збігаються з задачами базового літака або доповнюють їх. Наприклад, базова модель C-130 є транспортним літаком, а AC-130 штурмовим на базі C-130. Для не-літаків (гелікоптерів, дронів тощо) основне призначення може бути відсутнє і використовується модифіковане.
Також для двох- чи трьохбуквених назв не слід плутати комбінації виду модифіковане призначення + основне призначення (як AC-130) та основне або модифіковане (бо основне може пропускатись для гелікоптерів та інших не-літаків) призначення + тип техніки (як AH-64).
A (англ. Attack, штурмовик)
Літальний апарат модифікований для виявлення наземних цілей та завдання їм вогневого ураження. Наприклад, AT-6, AC-130.
C (англ. Transport, транспорт)
Літальний апарат модифікований для транспортування особового складу та/або вантажу. Наприклад, CP-140 Aurora
D (англ. Director, керівник)
Літальний апарат модифікований для керування дронами або ракетами. Наприклад, DC-130.
E (англ. Special Electronic Installation, встановлення спеціальної електроніки)
Літальний апарат модифікований для РЕБ, ДРЛС, командування або комунікації. Наприклад, EP-3, EA-6 Prowler, EC-130.
F (англ. Fighter, винищувач)
Літальний апарат модифікований для перехоплення та знищення літальних апаратів та ракет. Наприклад, FB-22.
H (англ. Search/Rescue/MEDEVAC, пошуковий/рятувальний/санітарний)
Літальний апарат модифікований для пошуково-рятувальних операцій або медичної евакувації. Наприклад, HH-60 Jayhawk, HC-130.
K (англ. Tanker, заправник)
Літальний апарат модифікований для дозаправки в повітрі інших літаків. Наприклад, KA-6, KC-10 Extender, KC-130.
L (англ. Cold Weather, холодна погода)
Літальний апарат модифікований для арктичних та антарктичних умов, що включає лижі, утеплення та інше обладнання. Наприклад, LC-130.
M (англ. Multi-Mission, багатоцільовий)
Літальний апарат модифікований для виконання різних задач. Наприклад, MQ-1 Predator, MH-47 Chinook, MC-130.
O (англ. Observation, спостереження)
Літальний апарат модифікований для спостереження (візуального та іншого) та доповідання оперативної ситуації. Наприклад, OC-135 Open Skies.
P (англ. Patrol, патруль)
Всепогодний літальний апарат великої дальності, що має кілька двигунів, модифікований для самостійної протичовнової боротьби, морської розвідки та мінування.
Q (англ. Drone, дрон)
Безпілотний літальний апарат. Наприклад, QF-16, QF-106 — винищувачі, що можуть літати в безпілотному режимі.
R (англ. Reconnaissance, розвідка)
Літальний апарат модифікований для ведення візуальної або електронної повітряної розвідки. Наприклад, RAH-66 Comanche, RC-135 Cobra Ball.
S (англ. Anti-Submarine, протичовновий)
Літальний апарат модифікований для виявлення, ідентифікації та знищення підводних човнів.
T (англ. Trainer, тренувальний)
Літальний апарат модифікований для тренувальних задач.
U (англ. Utility, утилітарний[уточнити переклад])
Літальний апарат модифікований для виконання багатьох задач, як підтримка на полі бою, транспорт тощо. Наприклад, UC-77.
V (англ. Staff, персонал/штаб)
Літальний апарат модифікований для президента або віцепрезидента США. Наприклад, VC-25.
W (англ. Weather, погода)
Літальний апарат модифікований для виконання метеорологічних задач. Наприклад, WC-130, WC-135 Constant Phoenix.

### Основне призначення
A (англ. Attack, штурмовик)
Літальний апарат призначений для виявлення наземних цілей та завдання їм вогневого ураження. Наприклад, AV-8 Harrier, A-10 Thunderbolt, AH-64 Apache.
B (англ. Bomber, бомбардувальник)
Літальний апарат призначений для бомбардування ворожих цілей. Наприклад, B-2 Spirit, B-21 Raider.
C (англ. Transport, транспорт)
Літальний апарат першочергово призначений для транспортування особового складу та/або вантажу. Наприклад, C-17 Globemaster, CH-47 Chinook, C-130 Hercules.
E (англ. Special Electronic Installation, встановлення спеціальної електроніки)
Літальний апарат призначений для РЕБ, радіолокації, командування або комунікації. Наприклад, E-2 Hawkeye, E-3 Sentry.
F (англ. Fighter, винищувач)
Літальний апарат призначений для перехоплення та знищення літальних апаратів та ракет. Наприклад, F-16 Fighting Falcon, F-35.
L (англ. Laser, лазер)
Літальний апарат призначений для високоенергетичної лазерної зброї. Новітнє позначення, єдиним зразком якого є YAL-1.
O (англ. Observation, спостереження)
Літальний апарат призначений для спостереження (візуального та іншого) та доповідання оперативної ситуації. Наприклад, O-1 Bird Dog, OH-58 Kiowa.
P (англ. Patrol, патруль)
Всепогодний літальний апарат великої дальності, що має кілька двигунів, призначений для самостійної протичовнової боротьби, морської розвідки та мінування. Наприклад, P-8 Poseidon.
R (англ. Reconnaissance, розвідка)
Літальний апарат призначений для ведення візуальної або електронної повітряної розвідки. Наприклад, RQ-4 Global Hawk.
S (англ. Anti-Submarine, протичовновий)
Літальний апарат призначений для ведення візуальної або електронної повітряної розвідки. Наприклад, S-3 Viking, SH-60 Seahawk.
T (англ. Trainer, тренувальний)
Літальний апарат призначений для тренувальних задач. Наприклад, T-6 Texan II, T-45 Goshawk.
U (англ. Utility, утилітарний[уточнити переклад])
Літальний апарат призначений для виконання багатьох задач, як підтримка на полі бою, транспорт тощо. Включаються літальні апарати з невеликим корисним навантаженням. Наприкклад, U-3, UH-60 Black Hawk.
X (англ. Experimental, експериментальний)
Літальний апарат створений для випробування експериментальних конфігурацій, зазвичай такі літаки не призначені для звичайного використання. Наприклад, X-47B, X-57 Maxwell.

### Тип техніки
D (англ. Unmanned Aircraft Control Segment, контроль БПЛА)
Контрольний пункт для безпілотних літальних апаратів. Єдиний пункт системи, що не є літальним апаратом (окрім ракетної зброї).
G (англ. Glider, планер)
Наприклад, TG-15.
H (англ. Helicopter, гелікоптер)
Наприклад, MH-6 Little Bird, SH-60 Seahawk.
Q (англ. Unmanned Aircraft, БПЛА)
Безпілотний літальний апарат (або повітряна куля), що не має людини на борту. Наприклад, MQ-1 Predator, RQ-4 Global Hawk.
S (англ. Spaceplane, повітряно-космічний літак)
Літальний апарат, що здійснює польоти за межі атмосфери з поверненням назад.
V (англ. VTOL/STOL, ЛВЗП/ЛСЗП)
Літальний апарат з вертикальними або скороченими злетом та посадкою. Наприклад, AV-8 Harrier, V-22 Osprey. Прикладом класичного літака, який може злітати з обмеженого простору, є OV-10 Bronco.
Z (англ. Lighter-Than-Air Vehicle, легший за повітря)
Літальний апарат, що отримує підйомну силу внаслідок використання гарячого або легшого за повітря газу.

## Позначення ракет
Статус, тип запуску та призначення можуть змінюватись відповідно до модифікації ракет: так, Harpoon може випускатись у версіях AGM-84, RGM-84 та UGM-84 (повітряний, морський та підводний запуск відповідно), а Tomahawk у версіях AGM-109, BGM-109, RGM-109 та UGM-109 (повітряний, універсальний, морський та підводний запуск відповідно).
Нижче наведено перелік індексів для ракет (включно з піхотними, корабельними тощо) та їх значення.

### Префікс статусу
e (англ. Digitally Developed, цифрова розробка)
Розробка ведеться в віртуальному середовищі
C (англ. Captive, обмежений/контрольований[уточнити переклад])
Апарат придатний для пускових установок, але не без можливості здійснити запуск. Може мати системи наведення та керування, але боєголовка та двигун зазвичай відсутні. Наприклад, CATM-120.
J (англ. Special Test (Temporary), спеціальні випробування (тимчасово))
Апарат залучено до тимчасових випробувань деякими організаціями або він випробовується зі спеціальним обладнанням.
N (англ. Special Test (Permanent), спеціальні випробування (постійно))
Апарат залучено до випробувань, але конфігурація змінюється до того, що повернення до початкової конфігурації недоцільне або невигідне.
X (англ. Experimental, експериментальний)
Апарат на стадії розробки або випробувань.
Y (англ. Prototype, прототип)
Апарат готовий до оцінки конструкції, ефективності та можливості виробництва.
Z (англ. Planning, запланований)
Апарат на стадії планування або попередньої розробки.

### Середовище запуску
A (англ. Air, повітря)
Запускається з літального апарата. Наприклад, AGM-88 HARM, AIM-120 AMRAAM.
B (англ. Multiple, декілька [способів запуску])
Запускається кількома різними способами. Наприклад, BGM-71 TOW, BGM-109 Tomahawk.
C (англ. Coffin, саркофаг)
Зберігається в захищених умовах горизонтально або під кутом не більше за 45° та запускається з рівня землі. Наприклад, CIM-10 Bomarc.
F (англ. Individual, індивідуальний)
Переноситься вручну та запускається бойовим особовим складом. Наприклад, FIM-92 Stinger, FGM-148 Javelin.
G (англ. Surface, поверхня [землі])
Запускається з майданчика на землі.
H (англ. Silo Stored, зберігання в шахті)
Зберігається вертикально в шахті, але запускається на поверхні землі. Наприклад, HGM-25A Titan I.
L (англ. Silo Launched, запуск з шахти)
Зберігається вертикально в шахті та запускається з-під поверхні землі. Наприклад, LGM-25C Titan II, LGM-30 Minuteman, LIM-49 Spartan.
M (англ. Mobile, мобільний)
Запускається з наземної техніки або рухомої платформи. Наприклад, MGR-3 Little John, MIM-104 Patriot, MGM-140 ATACMS.
P (англ. Soft Pad, м'який майданчик)
Частково захищена або незахищена при зберіганні та запускається з землі. Наприклад, PGM-19 Jupiter.
R (англ. Ship, прототип)
Запускається з надводного судна. Наприклад, RIM-7 Sea Sparrow, RGM-84 Harpoon, RGM-184 (NSM).
S (англ. Space, прототип)
Запускається з позаатмосферного носія. Використовується для верхніх ступеней ракет, як SSB-8 Centaur.
U (англ. Underwater, прототип)
Запускається з підводного човна або будь-якого іншого підводного носія. Наприклад, UGM-73 Poseidon, UGM-84 Harpoon, UUM-125 Sea Lance.

### Основне призначення
C (англ. Transport, транспорт)
Апарат призначено для транспортування особового складу, вантажу, обладнання або збройних систем.
D (англ. Decoy, приманка)
Апарат призначено для обману чи відволікання ворога імітованою атакою.
E (англ. Electronic/Communications, електроніка/комунікація)
Апарат призначено для комунікації, засобів протидії, радіолокації тощо
G (англ. Surface Attack, атака поверхні)
Апарат призначено для знищення наземних чи надводних об'єктів.
I (англ. Aerial/Space Intercept, перехоплення в повітрі/космосі)
Апарат призначено для перехоплення повітряних або космічних цілей.
L (англ. Launch Detection/Surveillance, виявлення запуску/спостереження)
Апарат призначено для спостереження за повітряним простором для виявлення, слідкування та опису об'єктів та подій, що там відбуваються.
M (англ. Scientific/Calibration, науковий/калібраційний)
Апарат призначено для збору, обробки, аналізу та інтерпритації наукової або технічної інформації.
N (англ. Navigation, навігація)
Апарат призначено для збору даних з навігаційною метою.
Q (англ. Drone, дрон)
Апарат, що не містить екіпажу та використовує аеродинамічну підйомну силу. Балістичні ракети, крилаті ракети та артилерійські боєприпаси не належать до дронів.
S (англ. Space Support, підтримка з космосу)
Апарат призначено для контролю та обслуговування космічного простору або підтримки наземних сил.
T (англ. Training, тренувальний)
Апарат призначено або модифіковано для тренувальних задач.
U (англ. Underwater Attack, підводна атака)
Апарат призначено для підводного підриву з метою знищення підводних човнів або інших цілей.
W (англ. Weather, погода)
Апарат призначено для метеорологічних задач.

### Тип техніки
B (англ. Booster, ракета-носій/прискорювач)
Система, що призначена для надання прискорення супутникам, ракетам або аерокосмічним апаратам.
M (англ. Guided Missile, керована ракета)
Безпілотний апарат, що має систему наведення.
N (англ. Probe, зонд)
Неорбітальний апарат, призначений для виходу за атмосферу та зазвичай призначається для збору метеорологічної інформації.
R (англ. Rocket, некерована ракета)
Ракета, що не має систем керування.
S (англ. Satellite, супутник)
Апарат, що знаходиться на деякій орбіті для збору та передачі різних даних.

## Винятки
Система має ряд винятків, чиї індекси відмінні від стандартних:
- Деякі зразки техніки мають непослідовні модельні номери, що може заплутати. Номери можуть відрізнятись для різних модифікацій одного літака, наприклад, літаки на базі Boeing 707: C-18, C-137, E-3, E-6, E-7 (пізніше став EC-18), E-8 and T-49 та на базі Boeing 747: C-19, C-25, C-33, E-4, L-1. Зустрічається також і зворотня ситуація: AH-1 та UH-1 є різними гелікоптерами, а не модифікаціями одного, або C-12J не є літаком ряду C-12 (C-12J є військовим варіантом Beech 1900, а інші варіантами Beech King Air 200). А для заправника KC-767 чомусь залишено заводський номер від Boeing 767, а не надано послідовний номер.
- Деякі номери моделей пропущено навмисно (F-13) або за збігом обставин (F-19 та інші)[16].
- В деяких випадках порушується послідовність серії. Наприклад, серія K часто надається для літаків, що експортуються до Великої Британії. Також присутні нестандартні індекси вигляду F-16IQ тощо, які, втім, не є офіційними позначеннями Міноборони США[17]. Іноді суттєво модифікована техніка не отримує нової серії, як F-16C та F-16D, розрізнення яких відбувається за блоками.
- CC-130J Hercules порушував правило, яке забороняє надавати однакові модифіковане та основне призначення та ідентичний індекс серії. Пізніше був перейменований у C-130J, хоча є дещо подовженою модифікацією оригінального C-130J[17].
- F/A-18 Hornet (та менш поширені типу F/A-22) є нестандартним позначенням, оскільки скісна риска не дозволена. Позначення походить від початкових планів створення двох літаків: винищувача F-18 та штурмовика A-18. Офіційним є позначення FA-18[17], але й воно є помилковим: воно позначає штурмовик, модифікований для перехоплення повітряних цілей, що не є правдою в даному випадку; в такому разі, номер моделі також мав би слідувати за послідовністю для штурмовиків, а не для винищувачів. Правильним позначенням було б F-18, оскільки більшість американських винищувачів призначені як для перехоплення, так і для нанесення ударів по наземних цілях (тож інші винищувачі, як F-16 та F-35 мають звичне позначення). Також є дещо дивним позначення F/A-18E/F Super Hornet: він, хоч і схожий на FA-18, суттєво відрізняється як за розміром, так і за можливостями.
- F-35 є непослідовним індексом, оскільки йому передував YF-23, тому він мав би називатись F-24. Такий індекс було рекомендовано відділом номенклатури, але все ж було прийнято номер 35. Також є свідчення про існування проєкту YF-24, котрий міг бути невідомим на час появи індексу.
- FB-111 Aardvark не є модифікацією бомбардувальника для винищувальної ролі, а навпаки. Хоча немає модифікованого призначення як B (bomber), індекс FB-111 для модифікації винищувача F-111 є хибним.
- F-117 Nighthawk попри індекс F, є суто штурмовим літаком (тож мав би отримати позначення A). Причини надання індексу F достеменно невідомі, проте, це може бути пов'язано з організаційною структурою ВПС США, які не мали спеціалізованих штурмових підрозділів (наприклад, A-10 Thunderbolt належав до винищувальних підрозділів). Подібно, F-105 та F-111 також мали дуже сумнівні протиповітряні можливості. Номер 117 також не відповідає жодній послідовності.
- SR-71 Blackbird продовжує використовувати систему до 1962 року та розкривається як Strategic Reconaissance[17] (стратегічна розвідка). В сучасній системі абревіатура означала б, що це розвідувальний літак, модифікований для боротьби з підводними човнами, що не є правдою. Більш точним було б позначення R-1.
- U-2 був початково розроблений (до 1962) як TR-1, тобто, Tactical Reconaissance (тактична розвідка), але 1991 року перейменований на U-2. Літера U (utility) означає легкі літаки з невеликим корисним навантаженням, що теж є дивним.